# Perophora hornelli
Perophora hornelli är en sjöpungsart som beskrevs av William Abbott Herdman 1906. Perophora hornelli ingår i släktet Perophora och familjen Perophoridae. Inga underarter finns listade i Catalogue of Life.